# Академічне веслування на літніх Олімпійських іграх 2016 — одиночки (жінки)
Змагання з академічного веслування серед одиночок (жінки) на літніх Олімпійських іграх 2016 пройшли з 6 по 13 серпня в Лагуні Родрігу-ді-Фрейташ. Участь брали 32 спортсменки.

## Призери
| Золото            | Срібло               | Бронза             |
| Кім Бреннан (AUS) | Дженевра Стоун (USA) | Дуань Цзінлі (CHN) |

## Рекорди
Станом на 6 серпня 2016 світовий і олімпійський рекорди були такими:
| Світовий рекорд     | Рум'яна Джаджарова-Нейкова (BUL) | 07:07,710 | Севілья, Іспанія | 21 вересня 2002 |
| Олімпійський рекорд | Катрін Рутшов (GER)              | 07:18,120 | Афіни, Греція    | 21 серпня 2004  |

## Розклад
Час місцевий (UTC−3).
| Дата      | Час               | Раунд                   |
| --------- | ----------------- | ----------------------- |
| 6 серпня  | 09:30–10:20       | Попередній етап         |
| 7 серпня  | 09:00–09:20       | Відбірковий етап        |
| 8 серпня  | 08:50–09:00       | Півфінали E/F           |
| 9 серпня  | 09:10–09:40       | Чвертьфінали            |
| 10 серпня | 11:40–11:50       | Півфінали C/D           |
| 11 серпня | 09:30–09:40       | Півфінали A/B           |
| 12 серпня | 08:40 09:00       | Фінал F Фінал E         |
| 13 серпня | 09:00 09:20 09:40 | Фінал D Фінал C Фінал B |
| 13 серпня | 10:20             | Фінал A                 |

## Змагання

### Попередній етап
Перші три спортсмени з кожного заїзду безпосередньо проходять до чвертьфіналу змагань. Всі інші спортсмени потрапляють у втішні заїзди, де будуть розіграні ще шість місць у чвертьфіналах.

#### Заїзд 1
| Місце | Спортсмен                    | Час     |
| ----- | ---------------------------- | ------- |
| 1     | Кенія Лечуга Аланіс (MEX)    | 8:11.44 |
| 2     | Мішін Торнікрофт (ZIM)       | 8:18.88 |
| 3     | Кім Бреннан (AUS)            | 8:22.82 |
| 4     | Кім Є-Джі (KOR)              | 8:24.79 |
| 5     | Анна Мальвіна Свеннунг (SWE) | 8:48.46 |
| 6     | Емілі Морлі (BAH)            | 9:22.12 |

#### Заїзд 2
| Місце | Спортсмен              | Час     |
| ----- | ---------------------- | ------- |
| 1     | Дженевра Стоун (USA)   | 8:29.67 |
| 2     | Фіє Удбі Еріхсен (DEN) | 8:30.07 |
| 3     | Ліна Шалтіте (LTU)     | 8:35.92 |
| 4     | Магза Джавар (IRI)     | 8:39.28 |
| 5     | Люсія Палермо (ARG)    | 8:47.01 |
| 6     | Деві Юліаваті (INA)    | 9:36.10 |

#### Заїзд 3
| Місце | Спортсмен                          | Час     |
| ----- | ---------------------------------- | ------- |
| 1     | Карлін Зіман (CAN)                 | 8:41:12 |
| 2     | Саніта Пушпуре (IRL)               | 9:11:45 |
| 3     | Геба Ахмед (EGY)                   | 9:14:55 |
| 4     | Пхуттхаракса Нігрі-Роденбург (THA) | 9:17:95 |
| 5     | Каміла Вальє (PER)                 | 9:30:60 |

#### Заїзд 4
| Місце | Спортсмен                 | Час     |
| ----- | ------------------------- | ------- |
| 1     | Дуань Цзінлі (CHN)        | 8:18.57 |
| 2     | Жаннін Гмелін (SUI)       | 8:28.10 |
| 3     | Саїда Айшья (SIN)         | 8:44.71 |
| 4     | Хуан Їтін (TPE)           | 8:51.74 |
| 5     | Світлана Германович (KAZ) | 9:34.15 |

#### Заїзд 5
| Місце | Спортсмен                | Час     |
| ----- | ------------------------ | ------- |
| 1     | Магдалена Лобніг (AUT)   | 8:26.83 |
| 2     | Мірослава Кнапкова (CZE) | 8:28.90 |
| 3     | Чіріка Укогу (NGR)       | 8:35.34 |
| 4     | Аміна Руба (ALG)         | 8:55.09 |
| 5     | Акоссіва Аївон (TOG)     | 9:56.43 |

#### Заїзд 6
| Місце | Спортсмен               | Час     |
| ----- | ----------------------- | ------- |
| 1     | Емма Твігг (NZL)        | 8:17.02 |
| 2     | Катерина Карстен (BLR)  | 8:21.21 |
| 3     | Мішель Пірсон (BER)     | 8:22.15 |
| 4     | Габріела Москейра (PAR) | 8:27.39 |
| 5     | Феліс Чоу (TTO)         | 8:31.83 |

### Відбірковий етап
З кожного відбіркового заїзду у чвертьфінал проходило по два спортсмени. Решта веслярів потрапляли до півфіналів E/F, де розігрували місця з 25-го по 33-е.

#### Заїзд 1
| Місце | Спортсмен          | Час     |
| ----- | ------------------ | ------- |
| 1     | Аміна Руба (ALG)   | 8:04.21 |
| 2     | Феліс Чоу (TTO)    | 8:04.91 |
| 3     | Магза Джавар (IRI) | 8:06.57 |
| 4     | Емілі Морлі (BAH)  | 8:22.77 |
| 5     | Каміла Вальє (PER) | 8:32.66 |

#### Заїзд 2
| Місце | Спортсмен            | Час     |
| ----- | -------------------- | ------- |
| 1     | Кім Є-Джі (KOR)      | 7:59.59 |
| 2     | Люсія Палермо (ARG)  | 8:00.59 |
| 3     | Хуан Їтін (TPE)      | 8:01.27 |
| 4     | Акоссіва Аївон (TOG) | 9:04.76 |

#### Заїзд 3
| Місце | Спортсмен                          | Час     |
| ----- | ---------------------------------- | ------- |
| 1     | Анна Мальвіна Свеннунг (SWE)       | 7:46.35 |
| 2     | Габріела Москейра (PAR)            | 7:59.32 |
| 3     | Світлана Германович (KAZ)          | 8:00.42 |
| 4     | Пхуттхаракса Нігрі-Роденбург (THA) | 8:07.92 |
| 5     | Деві Юліаваті (INA)                | 8:14.81 |

### Чвертьфінали
З кожного чвертьфінального заїзду три перших спортсмена проходили в півфінал A/B, а троє що програли в півфінал C/D.

#### Заїзд 1
| Місце | Спортсмен                 | Час     |
| ----- | ------------------------- | ------- |
| 1     | Емма Твігг (NZL)          | 7:31.79 |
| 2     | Мірослава Кнапкова (CZE)  | 7:37.04 |
| 3     | Кенія Лечуга Аланіс (MEX) | 7:44.11 |
| 4     | Кім Є-Джі (KOR)           | 7:51.80 |
| 5     | Габріела Москейра (PAR)   | 7:54.49 |
| 6     | Саїда Айшья (SIN)         | 7:56.00 |

#### Заїзд 2
| Місце | Спортсмен                    | Час     |
| ----- | ---------------------------- | ------- |
| 1     | Дженевра Стоун (USA)         | 7:27.04 |
| 2     | Жаннін Гмелін (SUI)          | 7:29.66 |
| 3     | Магдалена Лобніг (AUT)       | 7:35.37 |
| 4     | Анна Мальвіна Свеннунг (SWE) | 7:38.07 |
| 5     | Феліс Чоу (TTO)              | 8:02.53 |
| 6     | Геба Ахмед (EGY)             | 8:25.75 |

#### Заїзд 3
| Місце | Спортсмен              | Час     |
| ----- | ---------------------- | ------- |
| 1     | Фіє Удбі Еріхсен (DEN) | 7:33.24 |
| 2     | Мішін Торнікрофт (ZIM) | 7:34.38 |
| 3     | Карлін Зіман (CAN)     | 7:34.52 |
| 4     | Мішель Пірсон (BER)    | 7:34.90 |
| 5     | Чіріка Укогу (NGR)     | 7:54.44 |
| 6     | Аміна Руба (ALG)       | 8:21.06 |

#### Заїзд 4
| Місце | Спортсмен              | Час     |
| ----- | ---------------------- | ------- |
| 1     | Кім Бреннан (AUS)      | 7:26.86 |
| 2     | Дуань Цзінлі (CHN)     | 7:27.88 |
| 3     | Катерина Карстен (BLR) | 7:28.03 |
| 4     | Саніта Пушпуре (IRL)   | 7:28.68 |
| 5     | Ліна Шалтіте (LTU)     | 7:38.39 |
| 6     | Люсія Палермо (ARG)    | 7:56.61 |

### Півфінали

#### Півфінали E/F
Перші три спортсмени з кожного заїзду проходять у фінал E, інші потрапляють у фінал F.

##### Заїзд 1
| Місце | Спортсмен                          | Час     |
| ----- | ---------------------------------- | ------- |
| 1     | Хуан Їтін (TPE)                    | 8:38.21 |
| 2     | Магза Джавар (IRI)                 | 8:45.54 |
| 3     | Пхуттхаракса Нігрі-Роденбург (THA) | 8:51.99 |
| 4     | Каміла Вальє (PER)                 | 9:11.91 |

##### Заїзд 2
| Місце | Спортсмен                 | Час     |
| ----- | ------------------------- | ------- |
| 1     | Світлана Германович (KAZ) | 8:29.81 |
| 2     | Деві Юліаваті (INA)       | 8:39.95 |
| 3     | Емілі Морлі (BAH)         | 8:46.09 |
| 4     | Акоссіва Аївон (TOG)      | 9:25.60 |

### Півфінали C/D
Перші три спортсмени з кожного заїзду проходять у фінал C, інші потрапляють у фінал D.

#### Заїзд 1
| Місце | Спортсмен                    | Час     |
| ----- | ---------------------------- | ------- |
| 1     | Ліна Шалтіте (LTU)           | 7:55.57 |
| 2     | Анна Мальвіна Свеннунг (SWE) | 8:00.41 |
| 3     | Кім Є-Джі (KOR)              | 8:12.58 |
| 4     | Чіріка Укогу (NGR)           | 8:18.55 |
| 5     | Аміна Руба (ALG)             | 8:22.34 |
| 6     | Саїда Айшья (SIN)            | 8:22.45 |

#### Заїзд 2
| Місце | Спортсмен               | Час     |
| ----- | ----------------------- | ------- |
| 1     | Саніта Пушпуре (IRL)    | 7:53.48 |
| 2     | Мішель Пірсон (BER)     | 8:05.78 |
| 3     | Люсія Палермо (ARG)     | 8:15.42 |
| 4     | Феліс Чоу (TTO)         | 8:20.07 |
| 5     | Габріела Москейра (PAR) | 8:22.84 |
| 6     | Геба Ахмед (EGY)        | 8:39.50 |

### Півфінали A/B
Перші три спортсмени з кожного заїзду проходять у фінал A, інші потрапляють у фінал B.

#### Заїзд 1
| Місце | Спортсмен                 | Час     |
| ----- | ------------------------- | ------- |
| 1     | Кім Бреннан (AUS)         | 7:47.88 |
| 2     | Емма Твігг (NZL)          | 7:48.20 |
| 3     | Жаннін Гмелін (SUI)       | 7:49.83 |
| 4     | Карлін Зіман (CAN)        | 7:54.07 |
| 5     | Мішін Торнікрофт (ZIM)    | 8:00.53 |
| 6     | Кенія Лечуга Аланіс (MEX) | 8:14.76 |

#### Заїзд 2
| Місце | Спортсмен                | Час     |
| ----- | ------------------------ | ------- |
| 1     | Дуань Цзінлі (CHN)       | 7:43.97 |
| 2     | Дженевра Стоун (USA)     | 7:44.56 |
| 3     | Магдалена Лобніг (AUT)   | 7:45.48 |
| 4     | Мірослава Кнапкова (CZE) | 7:47.53 |
| 5     | Катерина Карстен (BLR)   | 7:48.89 |
| 6     | Фіє Удбі Еріхсен (DEN)   | 8:08.65 |

### Фінали

#### Фінал F
| Місце | Спортсмен            | Час     |
| ----- | -------------------- | ------- |
| 1     | Каміла Вальє (PER)   | 9:18.24 |
| 2     | Акоссіва Аївон (TOG) | 9:54.54 |

#### Фінал E
| Місце | Спортсмен                          | Час     |
| ----- | ---------------------------------- | ------- |
| 1     | Хуан Їтін (TPE)                    | 8:34.53 |
| 2     | Світлана Германович (KAZ)          | 8:38.25 |
| 3     | Пхуттхаракса Нігрі-Роденбург (THA) | 8:41.34 |
| 4     | Магза Джавар (IRI)                 | 8:43.34 |
| 5     | Деві Юліаваті (INA)                | 8:44.54 |
| 6     | Емілі Морлі (BAH)                  | 8:56.36 |

#### Фінал D
| Місце | Спортсмен               | Час     |
| ----- | ----------------------- | ------- |
| 1     | Габріела Москейра (PAR) | 7:44.62 |
| 2     | Чіріка Укогу (NGR)      | 7:44.76 |
| 3     | Аміна Руба (ALG)        | 7:46.55 |
| 4     | Феліс Чоу (TTO)         | 7:50.23 |
| 5     | Саїда Айшья (SIN)       | 7:55.73 |
| 6     | Геба Ахмед (EGY)        | 8:09.47 |

#### Фінал C
| Місце | Спортсмен                    | Час     |
| ----- | ---------------------------- | ------- |
| 1     | Саніта Пушпуре (IRL)         | 7:27.60 |
| 2     | Ліна Шалтіте (LTU)           | 7:30.38 |
| 3     | Анна Мальвіна Свеннунг (SWE) | 7:32.54 |
| 4     | Мішель Пірсон (BER)          | 7:34.41 |
| 5     | Люсія Палермо (ARG)          | 7:50.59 |
| 6     | Кім Є-Джі (KOR)              | 7:52.68 |

#### Фінал B
| Місце | Спортсмен                 | Час     |
| ----- | ------------------------- | ------- |
| 1     | Мірослава Кнапкова (CZE)  | 7:22.86 |
| 2     | Катерина Карстен (BLR)    | 7:25.03 |
| 3     | Фіє Удбі Еріхсен (DEN)    | 7:25.13 |
| 4     | Карлін Зіман (CAN)        | 7:28.62 |
| 5     | Мішін Торнікрофт (ZIM)    | 7:30.57 |
| 6     | Кенія Лечуга Аланіс (MEX) | 7:40.39 |

#### Фінал A
| Місце | Спортсмен              | Час     |
| ----- | ---------------------- | ------- |
| 1     | Кім Бреннан (AUS)      | 7:21.54 |
| 2     | Дженевра Стоун (USA)   | 7:22.92 |
| 3     | Дуань Цзінлі (CHN)     | 7:24.13 |
| 4     | Емма Твігг (NZL)       | 7:29.48 |
| 5     | Жаннін Гмелін (SUI)    | 7:29.69 |
| 6     | Магдалена Лобніг (AUT) | 7:34.86 |